# Trójkołowiec (samochód)
Trójkołowiec – typ nadwozia samochodu osobowego, dostawczego lub sportowego, który charakteryzuje się trzema kołami w układzie jedno z przodu i dwa z tyłu, lub odwrotnie.
Od momentu powstania pierwszego samochodu koncepcja trójkołowca pozostaje niszowa, stosowana głównie przez niewielkich producentów pojazdów małoseryjnych. Na przestrzeni lat powstały różne, autorskie sposoby na rozmieszczenie i zastosowanie trzech kół w samochodach.

## Historia
W 1885 roku Carl Benz zbudował pierwszy w historii motoryzacji pojazd silnikowy Benz Patent-Motorwagen Nummer 1, który zarazem był prekursorem samochodów trójkołowych. Wraz z dalszym rozwojem motoryzacji w pierwszej połowie XXI wieku, samochody trójkołowe pozostały rozwiązaniem stosunkowo marginalnym względem tradycyjnych samochodów czterokołowych. Rozwiązanie takie stosowano głównie wobec niewielkich samochodów przeznaczonych do poruszania się w mieście, stanowiąc rozwiązanie pośrednie pomiędzy tradycyjnymi samochodami a motocyklami. Koncepcję taką w latach 50. XX wieku zastosowała japońska Mazda wobec niewielkiego samochodu dostawczego, a na jej licencji trójkołowy model K-360 tworzył też ofertę w pierwszych latach istnienia południowokoreańskiej Kii.
W drugiej połowie XX wieku z koncepcją niewielkiego trójkołowego samochodu eksperymentowano w RFN z takimi konstrukcjami jak Fuldamobil czy Messerschmitt KR200, a także w Wielkiej Brytanii za pomocą m.in. specjalizującej się w takich konstrukcjach firmy Reliant. Nietypowy projekt trójkołowca w stylu retro na rynek wprowadził także Morgan. Samochody trójkołowe wzbudziły zainteresowanie również podczas kryzysu naftowego w latach 70.
Z początkiem XXI wieku koncepcja trójkołowca zaczęła być stosowane wobec dynamicznie rozwijającego się rynku samochodów elektrycznych – pojazdy tego typu opracowały m.in. Myers Motors, Aptera Motors czy ZAP. Ponadto, koncepcja trójkołowego samochodu w tym samym czasie pojawiła się wśród samochodów sportowych za zasługą takich konstrukcji jak Carver One, Polaris Slingshot czy produkty niszowego Vanderhall Motor Works.

### Popularność trójkołowców
Wśród przyczyn relatywnie niewielkiej popularności samochodów trójkołowych dopatruje się kontrowersyjną stylizację wielu konstrukcji tego typu, a brak przemawiających argumentów ze strony bezpieczeństwa, komfortu podróżowania i kosztów użytkowania w stosunku do tradycyjnych samochodów czterokołowych lub motocykli i skuterów. W przeciwieństwie do grona samochodów, koncepcja pojazdów trójkołowych nazywanych trajką większą popularnością cieszą się w przypadku konstrukcji na bazie motocykli, do których legalnego poruszania się są wymagane stosunkowo nieskomplikowane wymagania.